# Bussy-Chardonney
Bussy-Chardonney var en tidigare kommun i distriktet Morges i kantonen Vaud i Schweiz. Kommunen hade 404 invånare (2020). Den var belägen cirka 14,5 kilometer väster om Lausanne och bestod av orten Bussy och byn Chardonney.
Den 1 juli 2021 slogs Bussy-Chardonney samman med Apples, Cottens, Pampigny, Reverolle och Sévery till den nya kommunen Hautemorges.